# Eva LaRue
Eva LaRue (celým jménem Eva Maria LaRuy, * 27. prosince 1966, Long Beach, Kalifornie, Spojené státy) je americká herečka a modelka. Mezi její významné role patří postava Dr. Marie Santos Greyové v televizním seriálu All My Children, za kterou získala nominaci na cenu Emmy za vedlejší roli v dramatickém seriálu, a postava Natalie Boa Vista v televizním seriálu Kriminálka Miami.

## Mládí
Narodila se v Long Beach v Kalifornii a je portorického, francouzského, nizozemského a skotského původu. Je vyznavačka víry Bahá'í. Hrát začala již v 6 letech a později jako náctiletá vyhrála soutěž krásy.
Po několik let nosila jméno Eva LaRue Callahan podle svého manžela Johna Callahana. S tím se ale rozvedla. Mají spolu dceru – Kaya McKenna. Je třetí sestřenicí herečky Jane Fonda.

## Kariéra
V letech 1993–1997 a 2002–2005 hrála v seriálu All My Children, za tuto roli získala Emmy za vedlejší roli v dramatickém seriálu. Hrála také ve filmech podle Danielly Steel. V letech 2005-2012 hrála postavu Natalie Boa Vista v seriálu Kriminálka Miami.

## Filmografie
| Rok       | Film/seriál                                                     | Role                                        | Poznámky                                                    |
| --------- | --------------------------------------------------------------- | ------------------------------------------- | ----------------------------------------------------------- |
| 1987      | Barbaři                                                         | Kara                                        |                                                             |
| 1987      | Rags to Riches                                                  |                                             |                                                             |
| 1988      | Dangerous Curves                                                | Leslie Cruz                                 |                                                             |
| 1988      | Santa Barbara                                                   | Margot Collins                              | 24 dílů                                                     |
| 1988      | Desert Rats                                                     |                                             |                                                             |
| 1989      | She's the Sheriff                                               |                                             |                                                             |
| 1989      | Charles in Charge                                               | Daphne Prentiss                             | díl: „Chargin' Charles“                                     |
| 1989      | Perfektní príbuzní                                              | studentka                                   | díl: „Teacher's Pest“                                       |
| 1989      | Freddyho noční můry                                             | Gina                                        | díl: „Missing Persons“                                      |
| 1990      | Bílý policajt s černým srdcem                                   | Peisha                                      |                                                             |
| 1990      | Ženatý se závazky                                               | Carrie                                      | díl: „Rock and Roll Girl“                                   |
| 1990      | Dragnet                                                         | Nancy Moir                                  | díl: „Little Miss Nobody“                                   |
| 1990      | Zničit a spálit                                                 | Parice                                      |                                                             |
| 1991      | They Came from Outer Space                                      | Juanita Gillespie                           | díl: „Animal Magnetism“                                     |
| 1991      | Dallas                                                          | DeeDee                                      | díl: „Win Some, Lose Some“                                  |
| 1991      | Legal Tender                                                    |                                             |                                                             |
| 1991      | The New Adam-12                                                 | Maria                                       | díl: „Missing“                                              |
| 1991      | Ghoulies III: Ghoulies Go to College                            | Erin Riddle                                 |                                                             |
| 1992      | Dark Justice                                                    |                                             | díl: „“                                                     |
| 1993      | Nurses                                                          | Cindy                                       | díl: „Super Bowl“                                           |
| 1993      | Body of Influence                                               |                                             |                                                             |
| 1993      | RoboCop 3                                                       | Debbie Dix                                  |                                                             |
| 1993      | Odraz v zrcadle II                                              | Phyllis                                     |                                                             |
| 1993–2011 | All My Children                                                 | Dr. Maria Santos Grey                       | 105 dílů                                                    |
| 1995      | A Dream Is a Wish Your Heart Makes: The Annette Funicello Story | Annette Funicello                           | TV film                                                     |
| 1996      | Střípky vzpomínek                                               | Serena Principessa di San Tibaldo Fullerton |                                                             |
| 1997      | Out of Nowhere                                                  | Denise Johnson                              |                                                             |
| 1997      | Head Over Heels                                                 | Carmen                                      | 7 dílů                                                      |
| 1998      | Pokušitel                                                       | Daphne                                      |                                                             |
| 1998      | Diagnóza vražda                                                 | Kathryn Wately                              | díl: „Wrong Number“                                         |
| 1998      | Led                                                             | Alison                                      |                                                             |
| 1999      | Soldier of Fortune, Inc.                                        | Dr. Newman                                  | díl: „Critical List“                                        |
| 1999      | Grown Ups                                                       | Claire                                      | díl: „J Says“                                               |
| 1999      | For Your Love                                                   | Fariba                                      | díl: „The Girl Most Likely To..“                            |
| 2000      | Little Pieces                                                   |                                             |                                                             |
| 2000-2001 | Třetí hlídka                                                    | Brooke                                      | 9 dílů                                                      |
| 2000-2001 | Soul Food                                                       | Josefina Alicante                           | 5 dílů                                                      |
| 2003–2005 | George Lopez                                                    | Linda Lorenzo                               | 3 díly                                                      |
| 2005      | Modern Girl's Guide to Life                                     | Talent                                      | 5 dílů                                                      |
| 2005–2012 | Kriminálka Miami                                                | Natalia Boa Vista                           | vedlejší role (4. řada) hlavní role (5.–10. řada), 153 dílů |
| 2006      | Výkřiky ve tmě                                                  | Carrie                                      |                                                             |
| 2008      | Dům na špatné adrese                                            | Morgada                                     |                                                             |
| 2011      | Grace in Sara                                                   | Dr. Lopez                                   | krátkometrážní film                                         |
| 2012      | Family Trap                                                     | Veronica                                    |                                                             |
| 2012      | Help for the Holidays                                           | Sara Vancamp                                |                                                             |
| 2013      | Myšlenky zločince                                               | agentka Tanya Mays                          | díl: „Final Shot“                                           |
| 2014      | Hell's Kitchen                                                  | samu sebe                                   | díl: „Chefs Compete“                                        |
| 2015      | Dancer and the Dame                                             | Nicole                                      |                                                             |
| 2015      | Letter Never Sent                                               | Susan Sampson                               | TV film                                                     |
| 2016      | WORLD PEACE A Baha’i Vision                                     | vypravěč                                    | dokument                                                    |
| 2016      | Fuller House                                                    | Teri Tanner                                 | díl: „Our Very First Show, Again“                           |